# Estadio Nacional Rod Carew
El estadio Nacional Rod Carew es un estadio multiuso, principalmente para béisbol de la ciudad de Panamá, ubicado en la avenida de la Paz a 3 km de la Vía Ricardo J. Alfaro, en vía al puente Centenario. Es uno de los 4 coliseos deportivos más importantes de la ciudad y del país, junto al estadio Rommel Fernández, la arena Roberto Durán y el hipódromo Presidente Remón.
Fue inaugurado el 10 de enero de 1999 y con capacidad de 27 000 espectadores alberga partidos de béisbol y otros eventos deportivos y conciertos.

## Historia
Hacia los años 90 nace la idea de construir un centro cultural, deportivo y recreativo, por lo que se planteó la idea de construir el estadio Nacional en Panamá y se creó el comité pro estadio para realizar este esfuerzo.
El 1 de febrero de 1995 se presentó el anteproyecto al Gobierno de Panamá, que brindó parte del dinero y el terreno para que se construyera la obra.
El día 17 de marzo de 1997 iniciaron los trabajos de desalojo de los moradores del área. Siguieron las primeras estructuras, los palcos y graderías, las instalaciones para deportistas o artistas, para la prensa, escrita, radial y televisiva, la grama de la cancha, el estadio infantil. El 31 de julio de 1999 el estadio abrió las puertas.

## Instalaciones
Posee 2 campos de juego uno de categoría infantil (Estadio León Felipe Motta) y el principal usado en categoría juvenil y mayor ambos con gradas, refrescos para jugadores y tablero electrónico, bullpen y equipo de sonido.
Además 6000 estacionamientos, 66 taquillas, 69 Palcos, área de comida para 66 concesionarios y 16 servicios sanitarios
En el área interna dispone de la oficina de administración, la oficina de FEDEBEIS, un centro de prensa con capacidad de 666 personas, 66 cubículos para radio y 6 plataformas para televisión, centro de árbitros con sus vestuarios y duchas, dormitorios (6, capacidad 16 personas c/u), servicios sanitarios, sala de estar, dormitorios para entrenadores y delegados (6, capacidad 6 personas c/u), depósitos para implementos, área de ejercicios, lavandería, comedor, cocina, enfermería, consultorio, cuarto de curaciones, área de comidas rápidas (concesionarios), oficina de seguridad, guardería, jefe de seguridad.

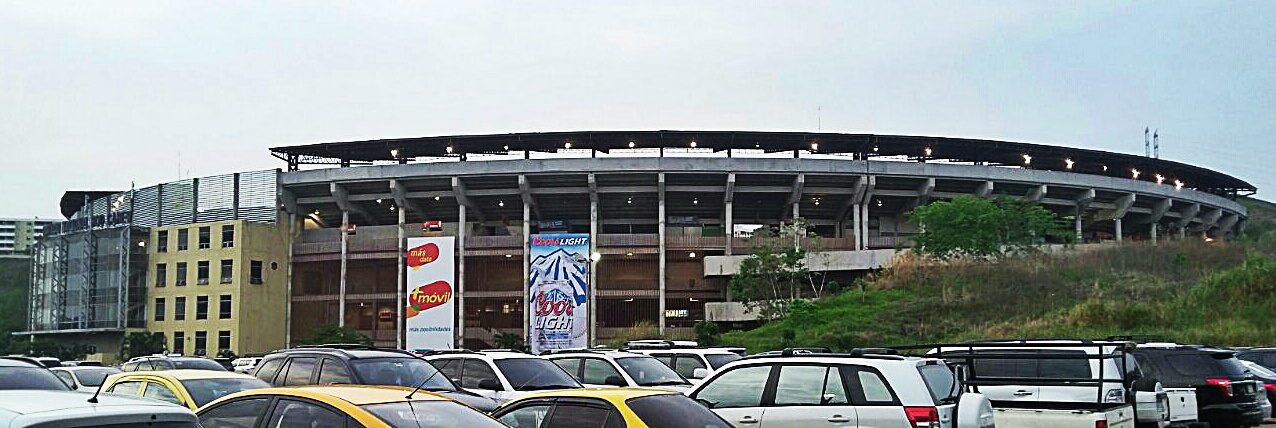
Vista exterior del estadio.

## Eventos
Desde su inauguración el estadio Rod Carew ha acogido distintos tipos de eventos como conciertos, eventos internacionales de béisbol, hockey y otras atracciones deportivas.

### Béisbol
Dentro de los eventos de béisbol desde 1999 acoge las temporadas juvenil y mayor de béisbol de Panamá en partidos de localía de Panamá Metro y en partidos de semifinales y finales siendo estadio neutral.
- Probeis

En el año 2001 regresa el béisbol profesional el país istmeño el cual solamente duró 1 sola temporada. Y regresara en el 28 de octubre de 2011 con 4 equipos profesionales.
- Juegos Deportivos Centroamericanos

En abril de 2010, este estadio fue sede de los partidos de béisbol de los IX Juegos Deportivos Centroamericanos en donde se coronó campeón la Selección de béisbol de Panamá.
- Torneo Pre-olímpico

En el año del 2003 fue la sede del torneo preolímpico de béisbol de América clasificatorio de Atenas 2004 con las delegaciones de Cuba que era la actual campeona del mundo, Estados Unidos, México, Canadá, Brasil, Puerto Rico, República Dominicana y la anfitriona Panamá.
El 10 de agosto de 2010 es sede de partidos de béisbol entre equipos 30 y 30 (empresa organizadora) y el Instituto Panameño de Deportes del 1.er. Festival Latinoamericano de béisbol en honor a las leyendas de béisbol miembros de Salón de la Fama de Cooperstown.
- Mundial de Béisbol

El 1 de octubre de 2011 fue la sede de la ceremonia inaugural del Mundial de Béisbol Panamá 2011 finalizando con el juego entre Grecia vs Panamá.
Entre los partidos con mayor taquilla el más recordado Estados Unidos vs Panamá el 5 de noviembre de 2003 con victoria para los norteamericanos 3-0. Después de este algunos partidos de finales del béisbol mayor como el 7.º juego de la serie final de Chiriqui vs Panamá Metro con victoria para los capitalinos ganando la serie final. Además las finales del 2002, 2003, 2005 ,2006 y 2007   entre Chiriquí y Herrera. Todos estos eventos con más de 20 mil fanáticos aproximadamente.

### Conciertos
Artistas de talla mundial como Aerosmith, Backstreet Boys, Soda Stereo, Maroon 5 y Christina Aguilera, quien agotó las entradas en sus dos primeros días de venta.

### Fútbol
Albergó un triangular de la UNCAF, y un partido de eliminatoria mundialista entre Panamá y El Salvador en 2008, rumbo a la Copa Mundial de Fútbol Sudáfrica 2010. Y en categorías menores como sub-23 sub-20 y sub-17. 
También fue sede de los partidos de eliminatorias mundialistas rumbo a la Copa Mundial de Fútbol Catar 2022 entre las selecciones de Panamá ante Anguila (este último ejerció de local) y Panamá contra República Dominicana, posteriormente también recibió a la Selección de Curazao en 2021.
Fue sede de los equipos Club Atlético Independiente, CD Plaza Amador y CD Universitario, en el torneo internacional la Liga Concacaf 2021.
Albergó el partido inaugural del Torneo Clausura 2021 entre Tauro FC y CD Plaza Amador, conocido como el Clásico Nacional.

### Otros deportes
En el 2009 se celebraron la final de la Liga Panameña de Fútbol Americano (cuyos campeones fueron los Fighting Owls en la liga menor y el Stallions F.C. en la liga mayor), además del show norteamericano de monster trucks "Monster Jam".

### Otros
Las instalaciones también son utilizadas por el Instituto de Capacitación Consertra (ICC) para cursos prácticos de manejo, como guarda temporal de camiones y tanques de basura de la Autoridad de Aseo Urbano y Domiciliario y para la Transmisión de Mando Presidencial de Mireya Moscoso.

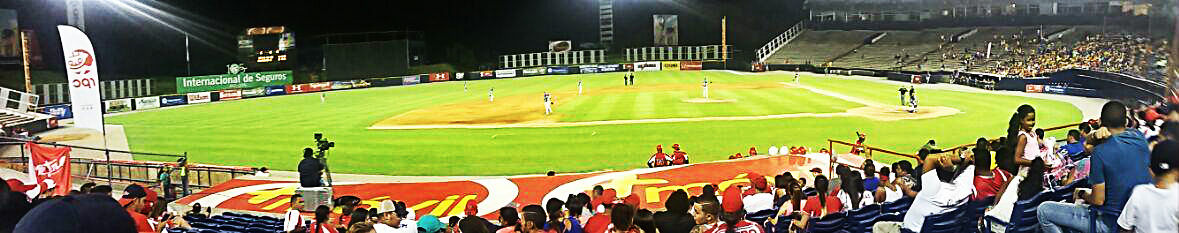
Vista interna del estadio, en un partido entre Panamá Metro y Herrera.